# 国際連合安全保障理事会決議292
国際連合安全保障理事会決議292（こくさいれんごうあんぜんほしょうりじかいけつぎ292、英: United Nations Security Council Resolution 292）は、1971年2月10日に国際連合安全保障理事会で採択された決議である。ブータンによる国際連合への加盟申請を検討した上で、国際連合総会に対して承認勧告を行った。